# مايك هاريسون (لاعب اتحاد الرغبي)
مايك هاريسون (بالإنجليزية: Mike Harrison)‏ هو لاعب اتحاد الرغبي بريطاني، ولد في 19 أبريل 1956 في بارنسلي في المملكة المتحدة.

## وصلات خارجية
- مايك هاريسون عل موقع إسبنسكروم (الإنجليزية)